# Мама (скульптура)
Мама (фр. Maman) — монументальная скульптура Луизы Буржуа в виде гигантского паука, созданная в 1999 году.
Выставлялась во многих музеях современного искусства. Из скульптуры были сделаны шесть бронзовых отливок и приобретены художественными учреждениями по всему миру — Британская галерея Тейт, Музей Гуггенхейма в Бильбао, Эрмитаж, Художественный музей Мори, Samsung Museum of Art, Музей современного искусства Кемпера.

## История создания
В 2000 году Лондонская галерея Тейт открыла Турбинный зал как пространство для выставок произведений современного искусства особо крупного масштаба, Буржуа пригласили создать для них инаугурационную инсталляцию. Ключевым элементом выставки скульптора стало возведение гигантского стального паука под названием Maman, возвыщающегося более чем на десять метров на восьми веретенообразных ногах, вокруг которых предлагалось побродить зрителям.

## Интерпретация произведения
Автор скульптуры давала следующую интерпретацию произведения: «Это — ода моей матери. Она была моим лучшим другом. Подобно паукам она ткала. У моих родных было собственное дело: они занимались реставрацией гобеленов, и мать руководила мастерской. Как и пауки, моя мать была умна. Пауки дружелюбны и едят комаров. Мы знаем, что комары переносят болезни, за это их не любят. То есть, пауки полезны, они нас защищают. Такой была и моя мать».
Будучи одновременно глубоко личным по своему замыслу, так как Луиза Буржуа уподобляет паука своей матери, которая была ткачихой, одновременно произведение является «публичным в своем эстетическом формате», произведение Буржуа является символом гигантизма, к которому неуклонно тяготеет искусство современной эпохи.
Скульптуру также можно читать как отсылку к более, чем одной возможной материнской фигуре: художник, ее мать, мифологическая или архетипическая мать и символ материнства.
Некоторые исследователи считают, что в конце XX века чёрные пауки Луизы Буржуа автомобили наряду с «мобилями» Александра Кодлера стали восприниматься как нечто обыденное, привычная деталь городской среды, которая должны быть выставлена перед каким-нибудь бизнес-центром или музеем современного искусства.
По мнению искусствоведа, сотрудника Эрмитажа Чекмарёвой Марины Александровны, несмотря на то, что образ паука к моменту создания скульптуры распространился повсеместно и использовался уже множество раз, Буржуа создала скульптуру, «обнажающую суть этого образа: немощное тело и жёсткие сильные лапы». Огромный паук, который защищает свои драгоценные яйца в стальном теле-клетке, вызывает чувство страха, но, на контрасте, массивный рост, сбалансированный на тонких ногах, передает почти острую уязвимость.Так, «Мама» вызывает различные эстетические оценки: для кого-то она является «типичным» украшением города, а для кого-то откровением художницы, раскрытием образа матери.